# Jean Antoine Nollet
Jean Antoine Nollet, noto anche come l'abate Nollet (in francese abbé Nollet; Pimprez, 19 dicembre 1700 – Parigi, 24 aprile 1770), è stato un abate e fisico francese.

## Biografia
Fu uno dei fisici sperimentali e dei dimostratori più abili del Settecento. Dopo gli studi teologici rivolse i propri interessi alla scienza, diventando assistente di due scienziati già famosi, Charles François de Cisternay du Fay (1698-1739) e René-Antoine Ferchault de Réaumur (1683-1757). Grazie a loro conobbe alcuni dei principali divulgatori della fisica newtoniana quali John Theophilus Desaguliers (1683-1744) e Willem Jacob 's Gravesande (1688-1742). Tra i suoi allievi è da citare Joseph-Aignan Sigaud de Lafond, che ne proseguì l'opera di promozione della fisica sperimentale.
Nel 1740 divenne membro dell'Académie Royale des Sciences di Parigi.
Il suo contributo alla diffusione della fisica sperimentale fu notevolissimo e i suoi trattati, fra i quali ricordiamo le Leçons de physique, pubblicate in sei volumi fra il 1743 e il 1748 e spesso ristampate, e L'art des expériences, pubblicato nel 1770, godettero di enorme popolarità. Importante fu pure la sua opera nel campo dell'elettricità: inventò i primi elettroscopi, fece conoscere in Francia la bottiglia di Leida, di cui realizzò una versione "asciutta", e ipotizzò che i fuochi di Sant'Elmo e i fulmini fossero dovuti a cariche elettriche. Si deve a lui l'invenzione di numerosissimi strumenti utilizzati a scopo didattico. Molti apparecchi di fisica realizzati per il Museo di Fisica e Storia Naturale di Firenze, oggi conservati al Museo Galileo, furono costruiti seguendo le tavole e le indicazioni dei testi di Nollet, tra cui anche l'apparecchio per studiare gli urti elastici ed anelastici.

## Opere

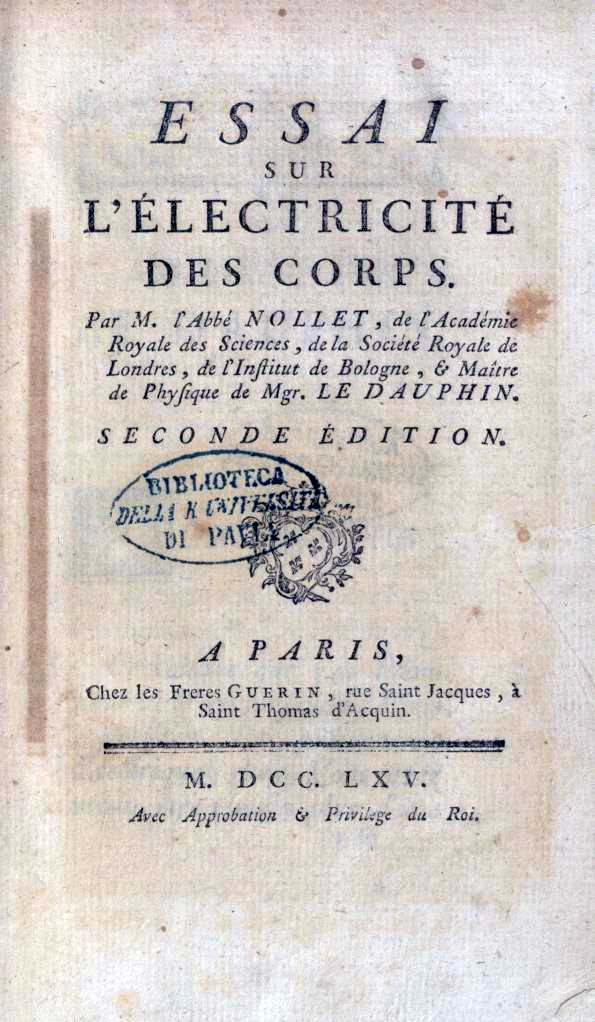
Essai sur l'électricité des corps, 1765

- Saggio intorno all'elettricità de' corpi, Venezia, Giovanni Battista Pasquali, 1747.
- Ricerche sopra le cause particolari de' fenomeni elettrici, Venezia, Giovanni Battista Pasquali, 1750.
- (FR) Essai sur l'électricité des corps, 2ª ed., Paris, Hippolyte-Louis Guérin & Jacques Guérin, 1765.
- (FR) L'art des expériences, vol. 1, Paris, Pierre Étienne Germain Durand, 1770.
- (FR) L'art des expériences, vol. 2, Amsterdam, D. J. Changuion, 1770.
- (FR) L'art des expériences, vol. 3, Paris, Pierre Étienne Germain Durand, 1770.